# Likinský autobusový závod

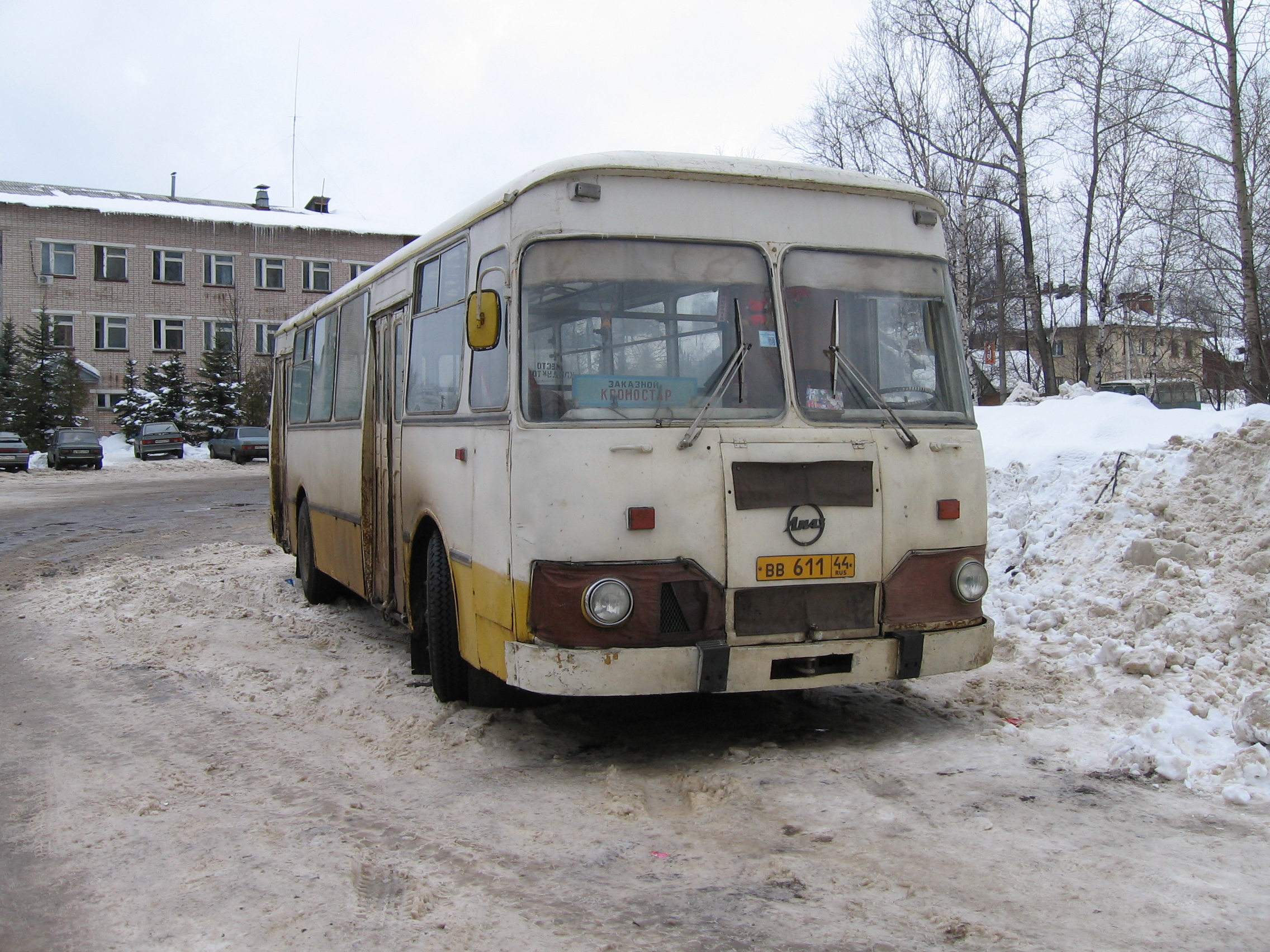
LiAZ-677 (1968–1994):
s více než 200 000 kusy nejvyráběnější model LiAZ

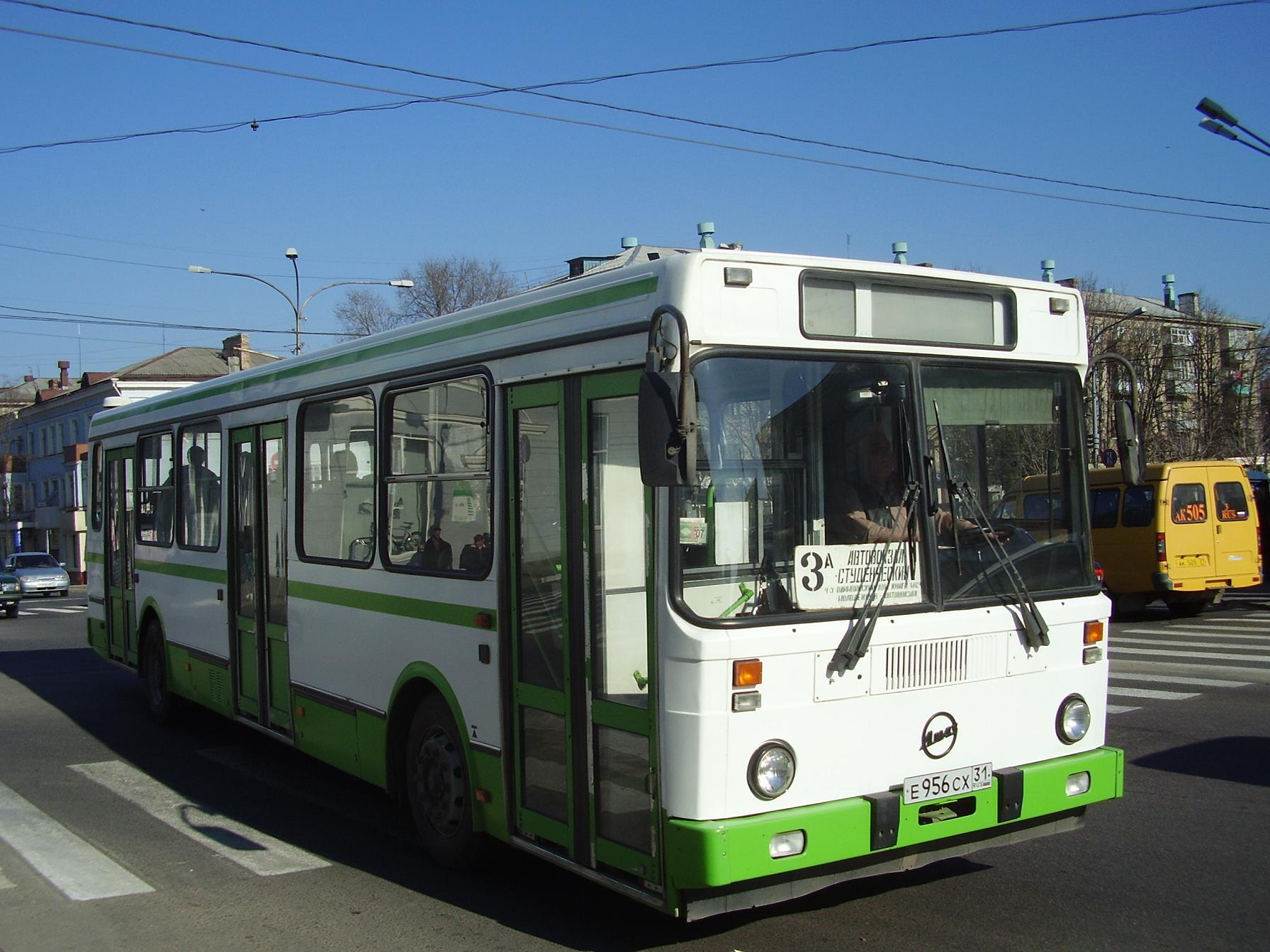
LiAZ-5256 (první generace)

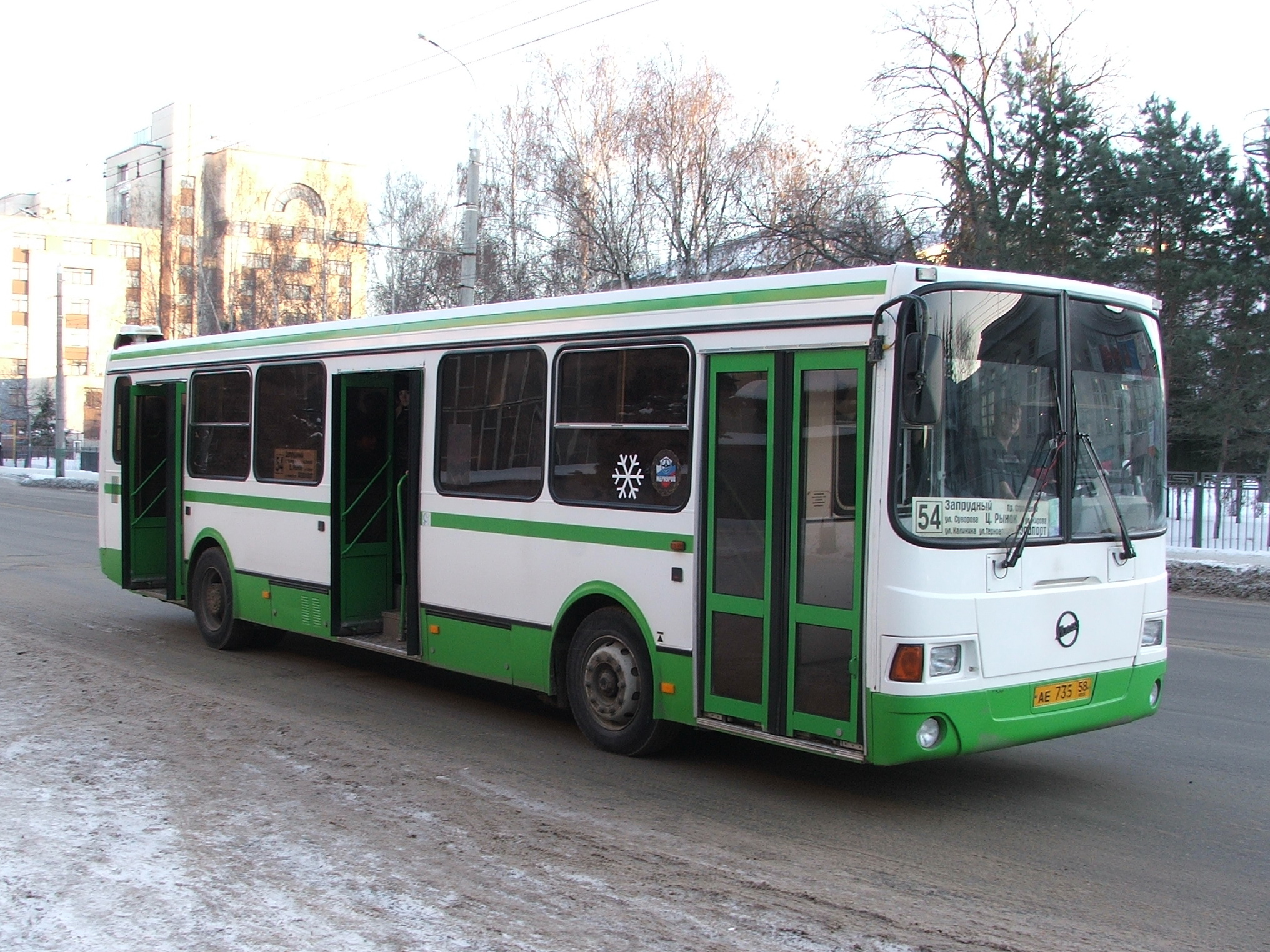
LiAZ-5256 (druhá generace)

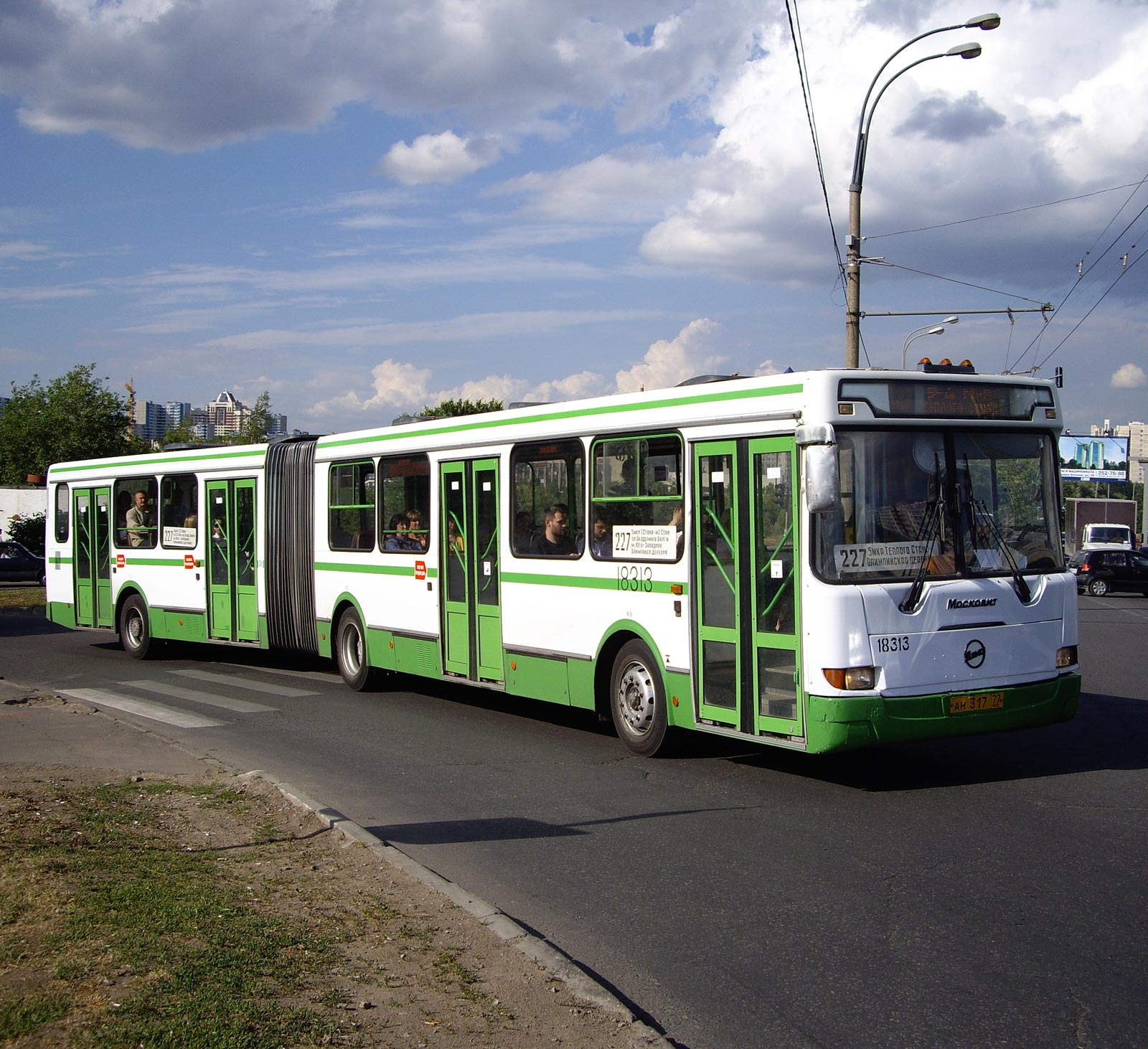
LiAZ-6212

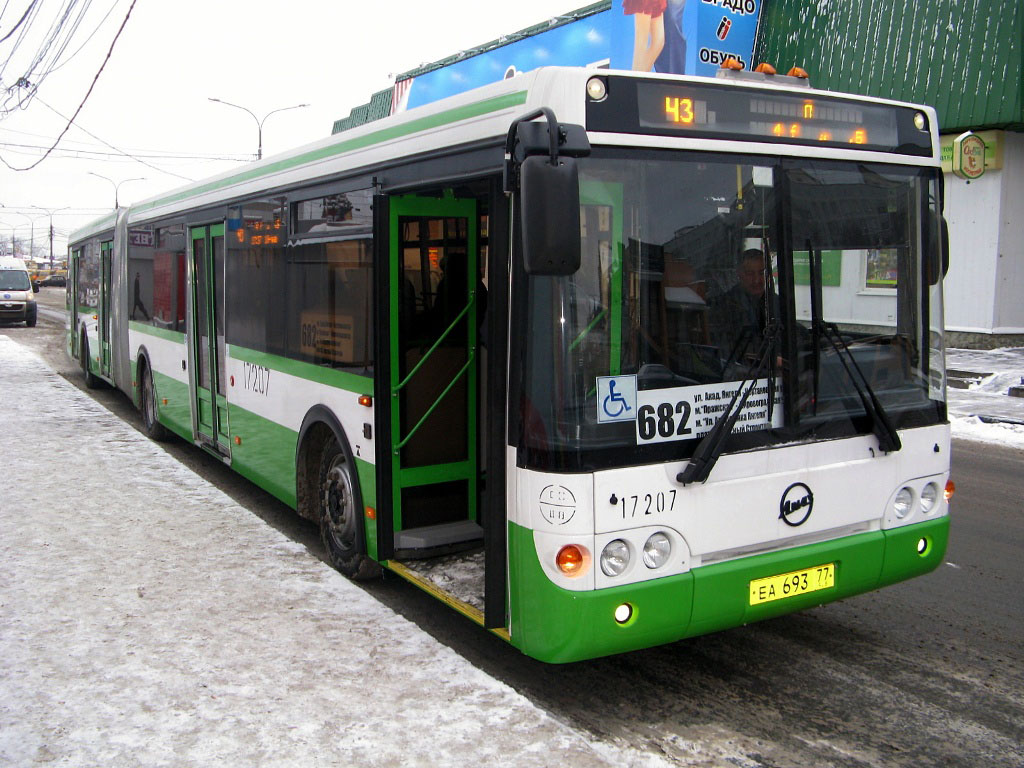
LiAZ-6213

Likinský autobusový závod (rusky Ликинский автобусный завод, ЛиАЗ – LiAZ) je  ruský výrobce autobusů a trolejbusů sídlící ve městě Likino-Duljovo v Moskevské oblasti.

## Historie
Historie firmy až do roku 1933, kdy se sovětské úřady rozhodly postavit v Likinu továrnu zabývající se výrobou produktů ze dřeva a dřevotřísky (Лесохимический опытный завод облагораживания древесины – ЛОЗОД), ta byla postavena v roce 1937. Od roku 1944 nesla název „Likinský strojírenský závod“ (Ликинский машиностроительный завод – ЛиМЗ). Po druhé světové válce závod změnil výrobní zaměření a zahájil výrobu elektrických pil, motorů a generátorů. 
V roce 1959 byla s další změnou výrobního programu továrna přejmenována na dnešní název LiAZ (ЛиАЗ). Prvním vyráběným autobusem byl typ ZIL-158, který v letech 1957 až 1959 vyráběla automobilka ZIL (Zavod imeni Lichačeva). Od roku 1961 byl vyráběn modernizovaný typ ZIL-158V (LiAZ-158). Nejznámějším typem se s počtem více než 200 000 kusů stal autobus LiAZ-677. V roce 1975 byla kapacita továrny zvýšena na roční výrobu 10 000 vozidel. V roce 1976 byla společnost dekretem prezídia Nejvyššího sovětu Sovětského svazu vyznamenán Řádem rudého praporu práce.
V roce 1986 začala sériová výroba typu LiAZ-5256, který se v 90. letech 20. století stal stěžejním modelem firmy. Do ledna 2013 bylo vyrobeno více než 24 650 vozů tohoto typu. Po rozpadu Sovětského svazu byla produkce ve složité ekonomické situaci nejprve utlumena a v roce 1997 zastavena. V roce 1997 byla společnost v konkursu.
Od roku 2000 byl LiAZ s třemi dalšími podniky součástí holdingu „Ruské autobusy“ (Русские автобусы) a od roku 2005 je součástí skupiny GAZ. Od té doby jsou vyvíjeny a vyráběny nové modely. V období 2005 až 2012 byly v Likinském závodě vyráběny také trolejbusy. V roce 2012 měla firma LiAZ 2061 zaměstnanců.

## Historické modely
- ZIL-158 (1959–1961)
- LiAZ-158 (1961–1970)
- LiAZ-677 (1968–1994)

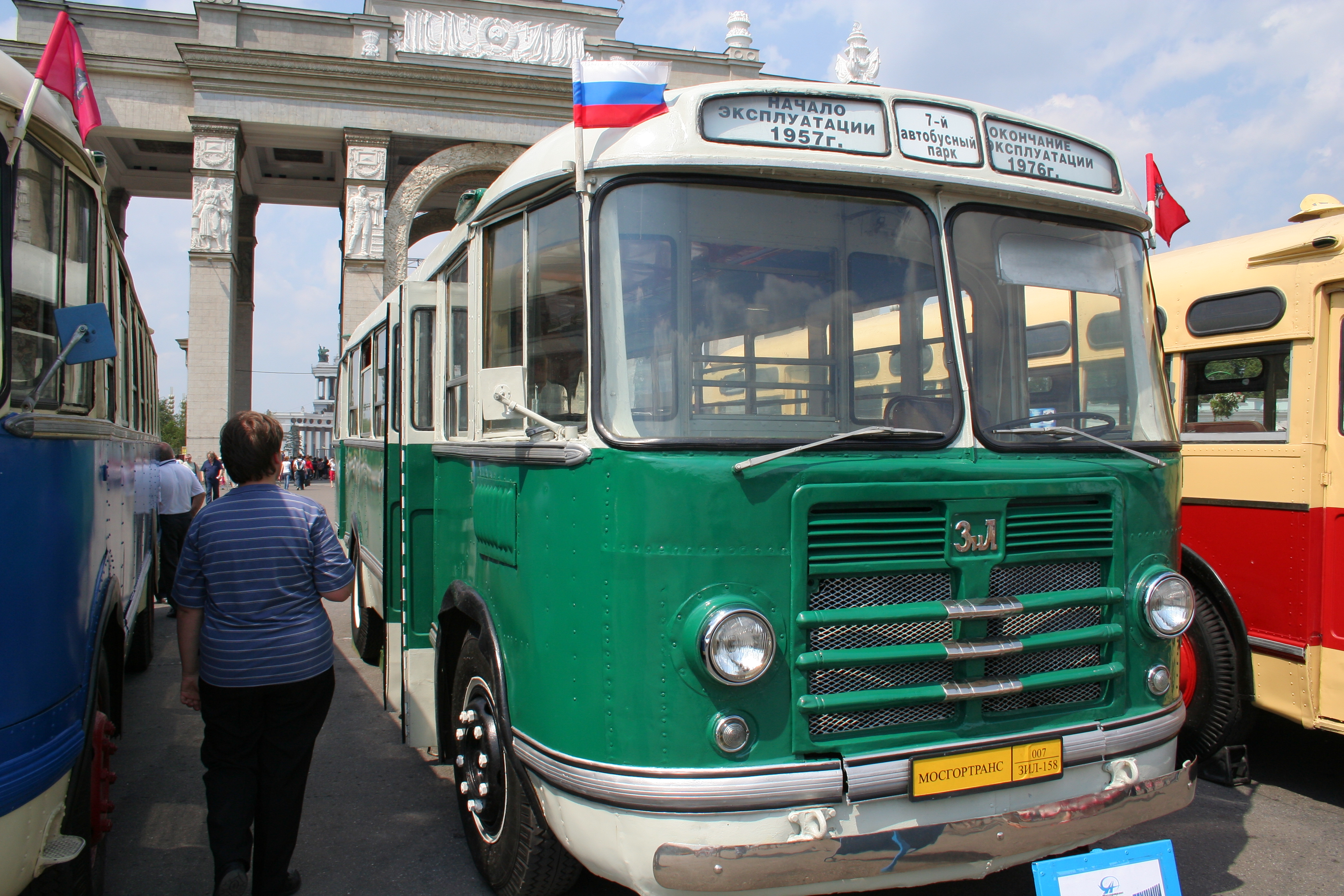
ZIL-158 (1961)
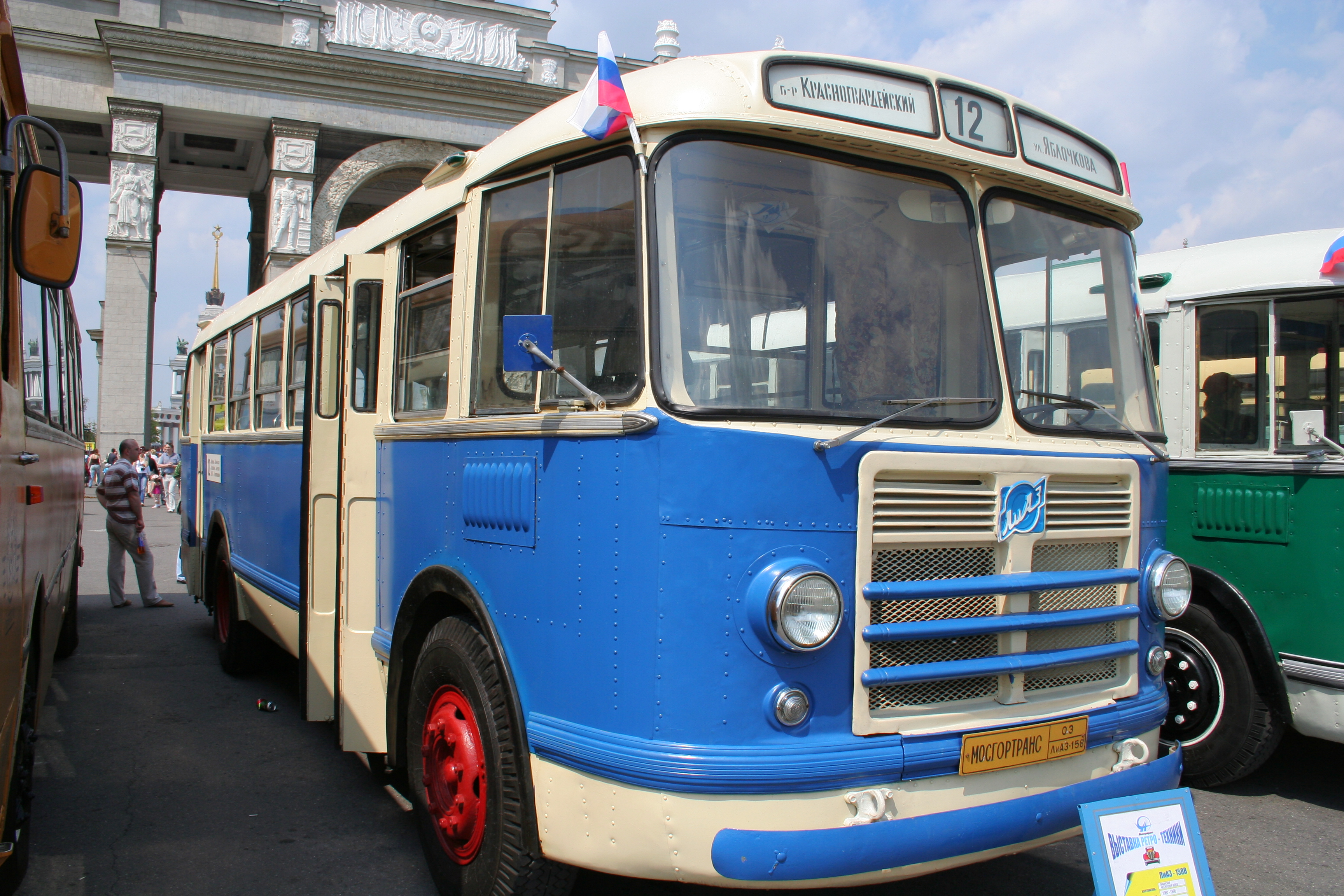
LiAZ-158 (ZIL-158V) z roku 1965
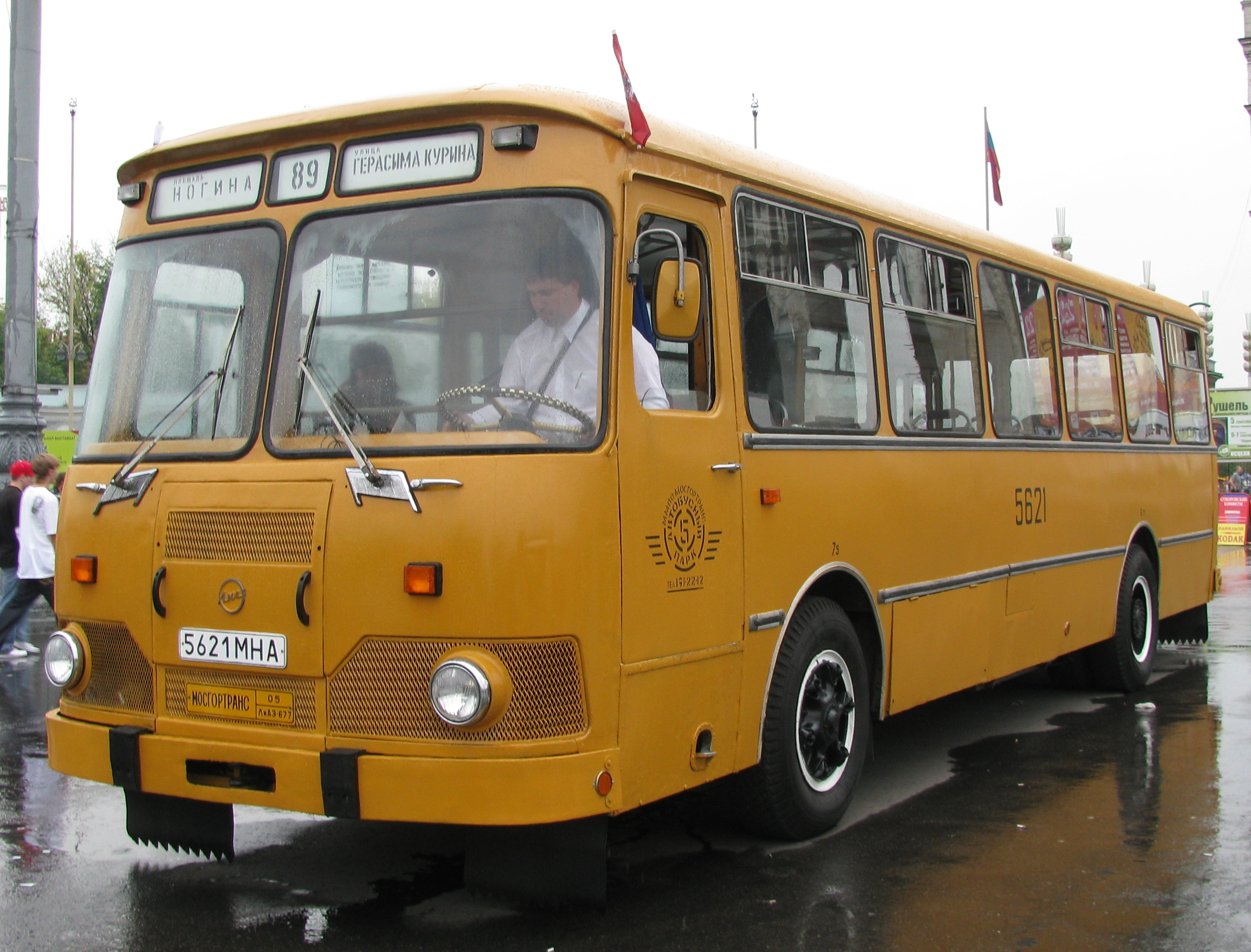
LiAZ-677M
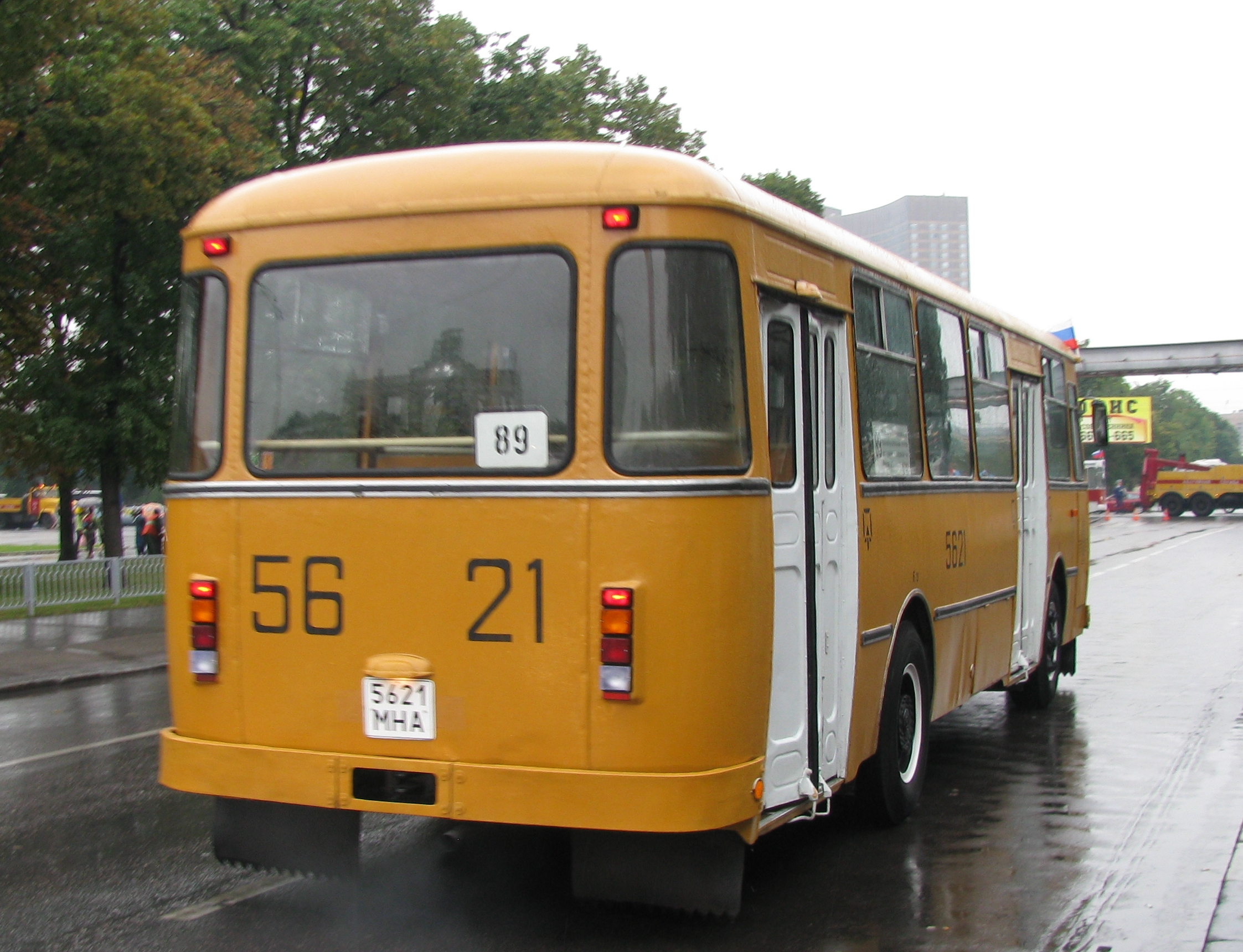
LiAZ-677M, záď

## Současné modely

### Autobusy
- LiAZ-5256 (od roku 1986), také s pohonem na zemní plyn (model LiAZ-5256.57)
- LiAZ-5292 (2004), také s hybridním pohonem a pohonem na zemní plyn (splňuje EEV-/Euro-6), vozy užívány v MHD také při olympijských hrách 2014 v Soči
- LiAZ-5293 (2006), také s pohonem na zemní plyn (model LiAZ-5293.70)
- LiAZ-6212 (2006), kloubový autobus na bázi typu LiAZ-5256
- LiAZ-6213 (2007), kloubový autobus na bázi typu LiAZ-5292

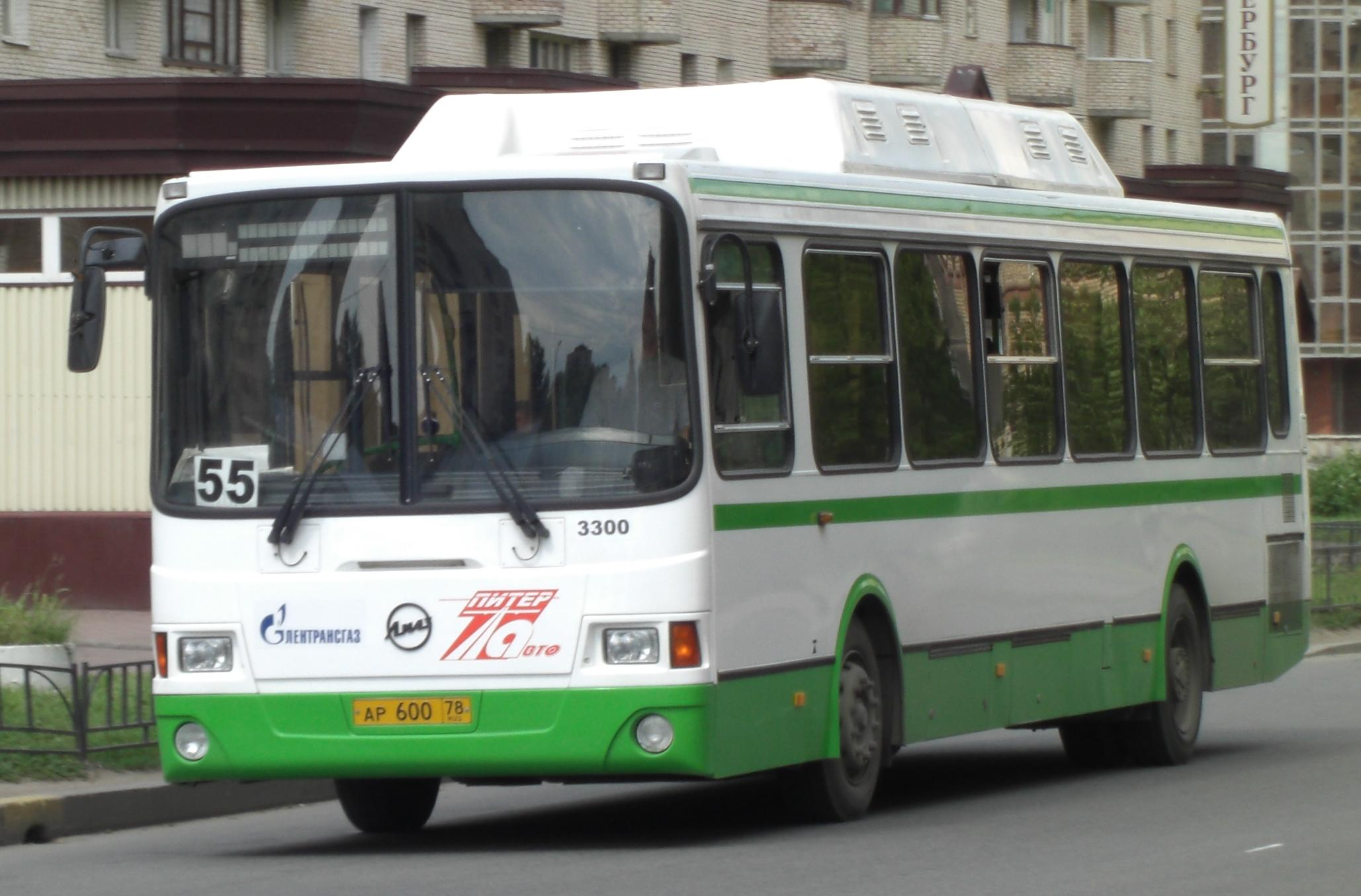
LiAZ-5256.57 na zemní plyn
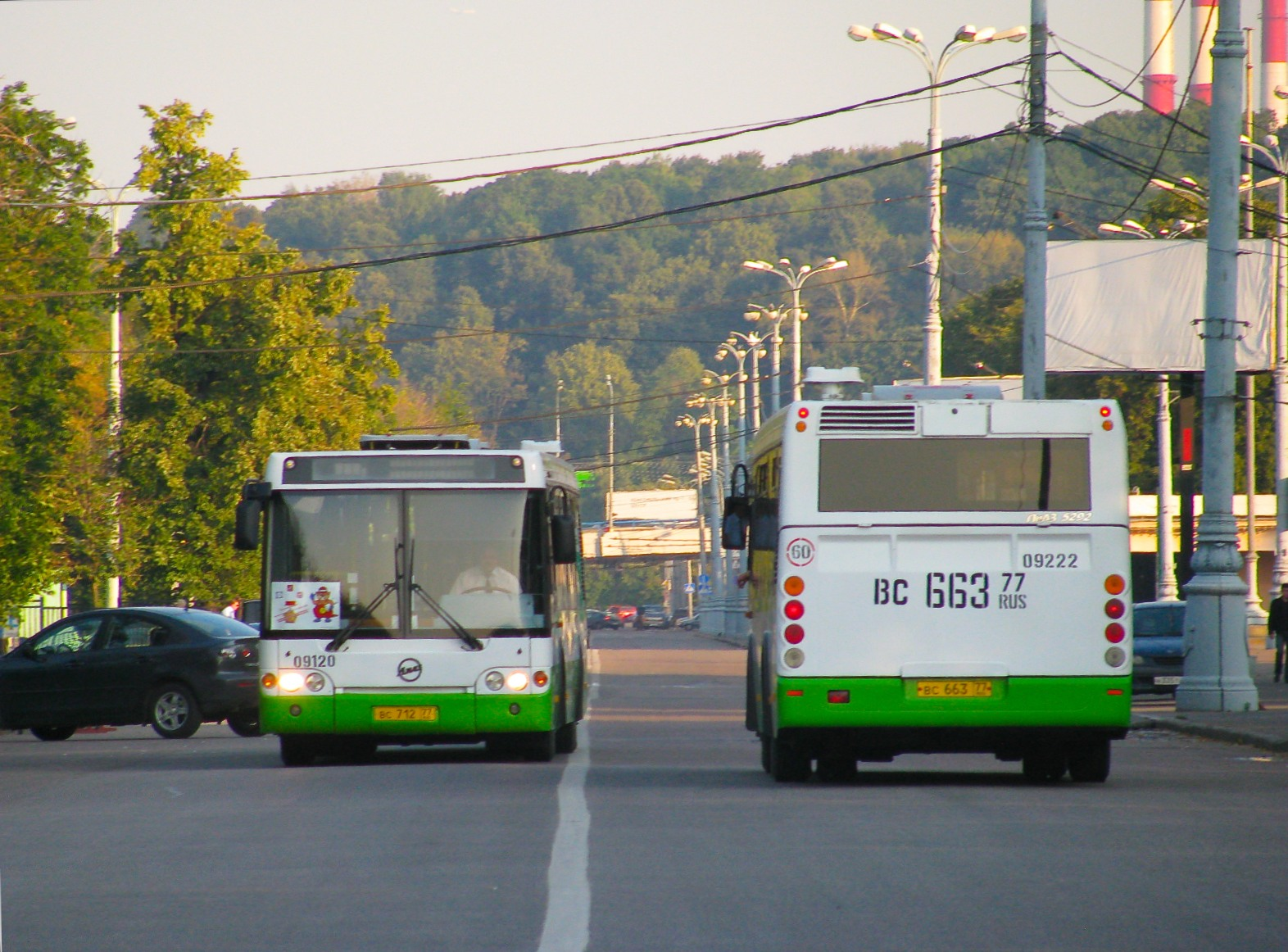
LiAZ-5292.20
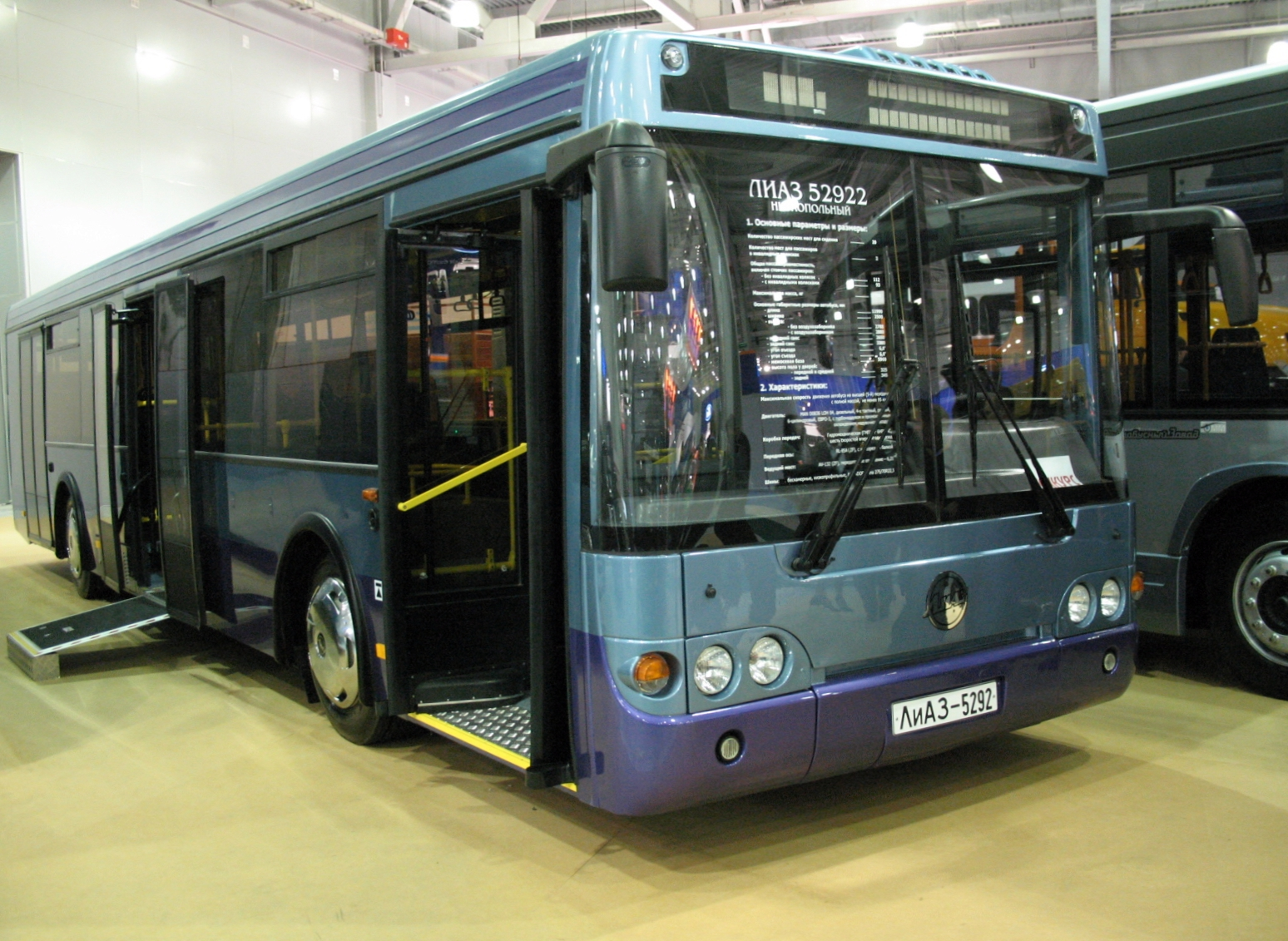
LiAZ-52922
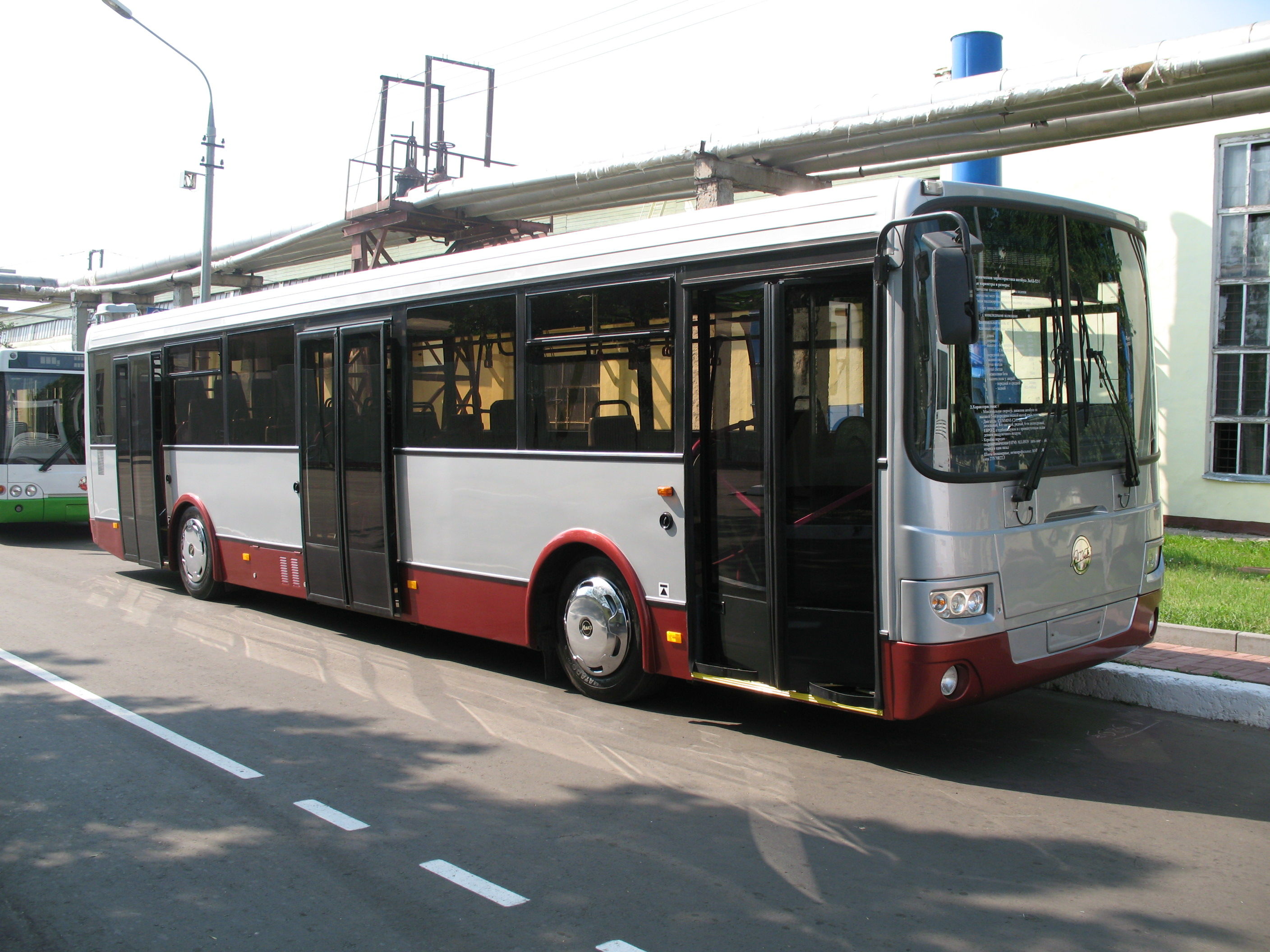
LiAZ-5293

### Trolejbusy
- LiAZ-5280 (od roku 2006), trolejbus na bázi LiAZ-5256
- LiAZ-52802, nízkopodlažní verze LiAZ-5280
- LiAZ-52803, částečně nízkopodlažní verze LiAZ-5280

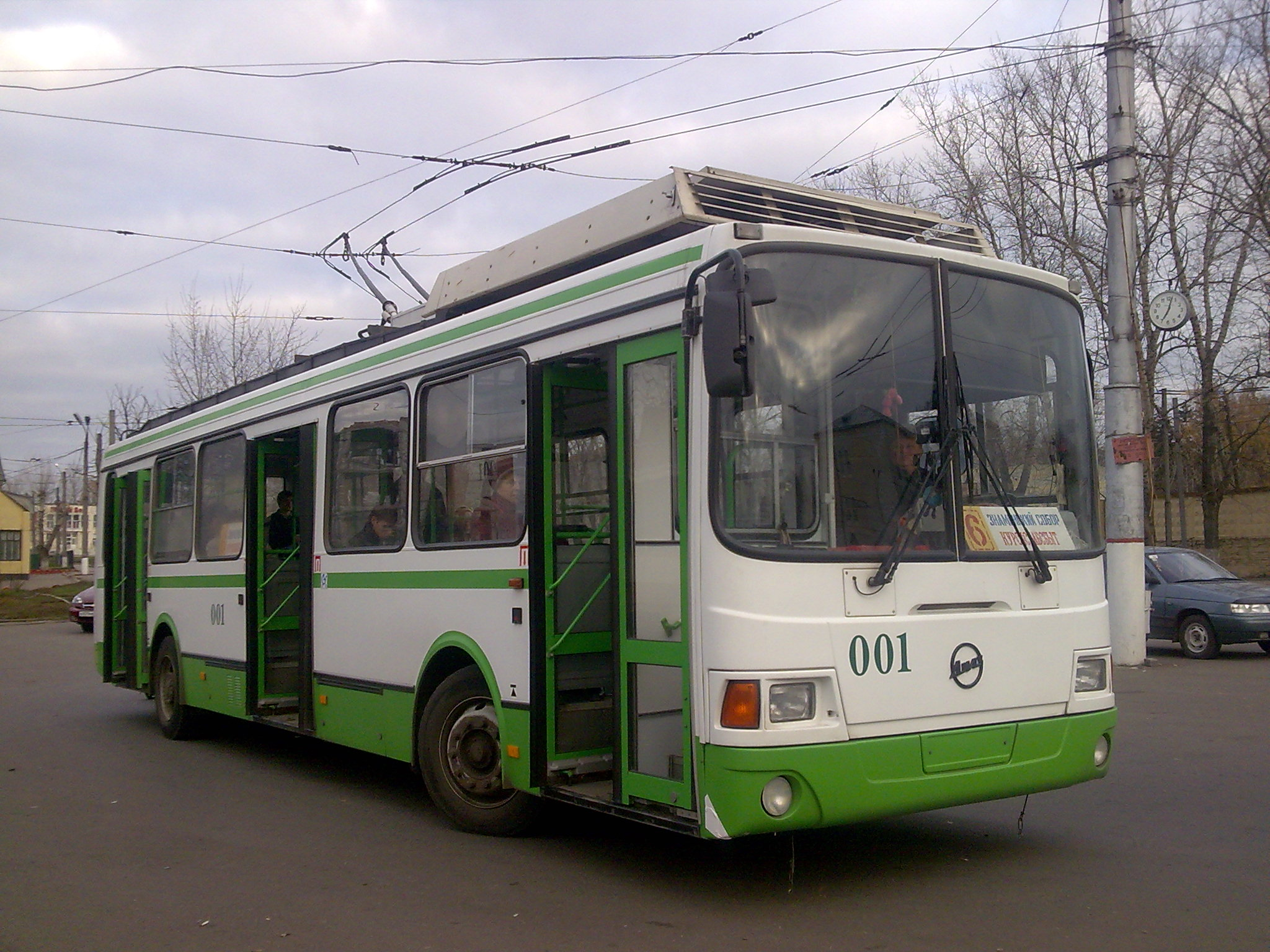
Trolejbus LiAZ-5280 v Kursku